# Ubios

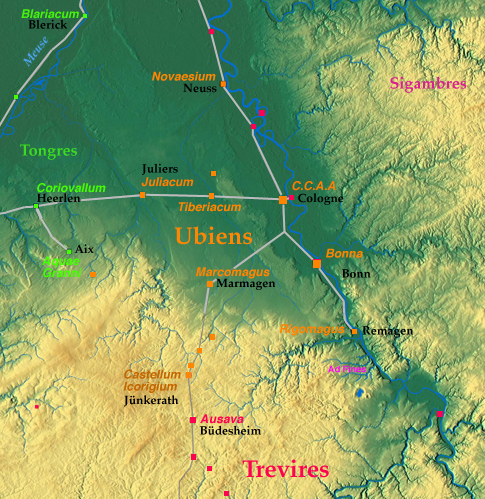
Los ubios en el año 30 d. C.

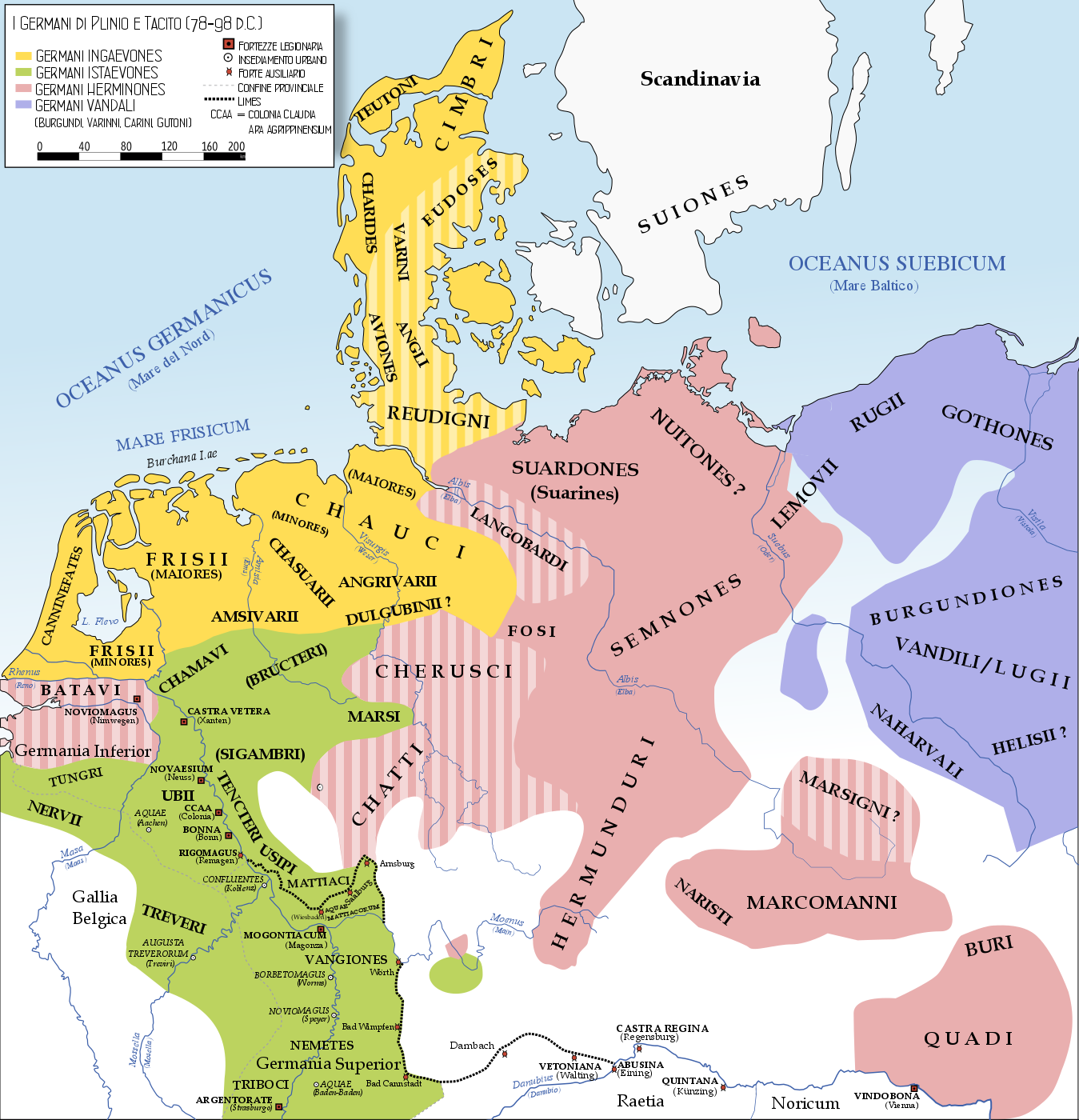
Germania Magna y su subdivisión de poblaciones según Plinio el Viejo (77/78) y Tácito (98)
Ingaevones
Istaevones Fíjese que entre estos germanos están los Ubii
Hermiones

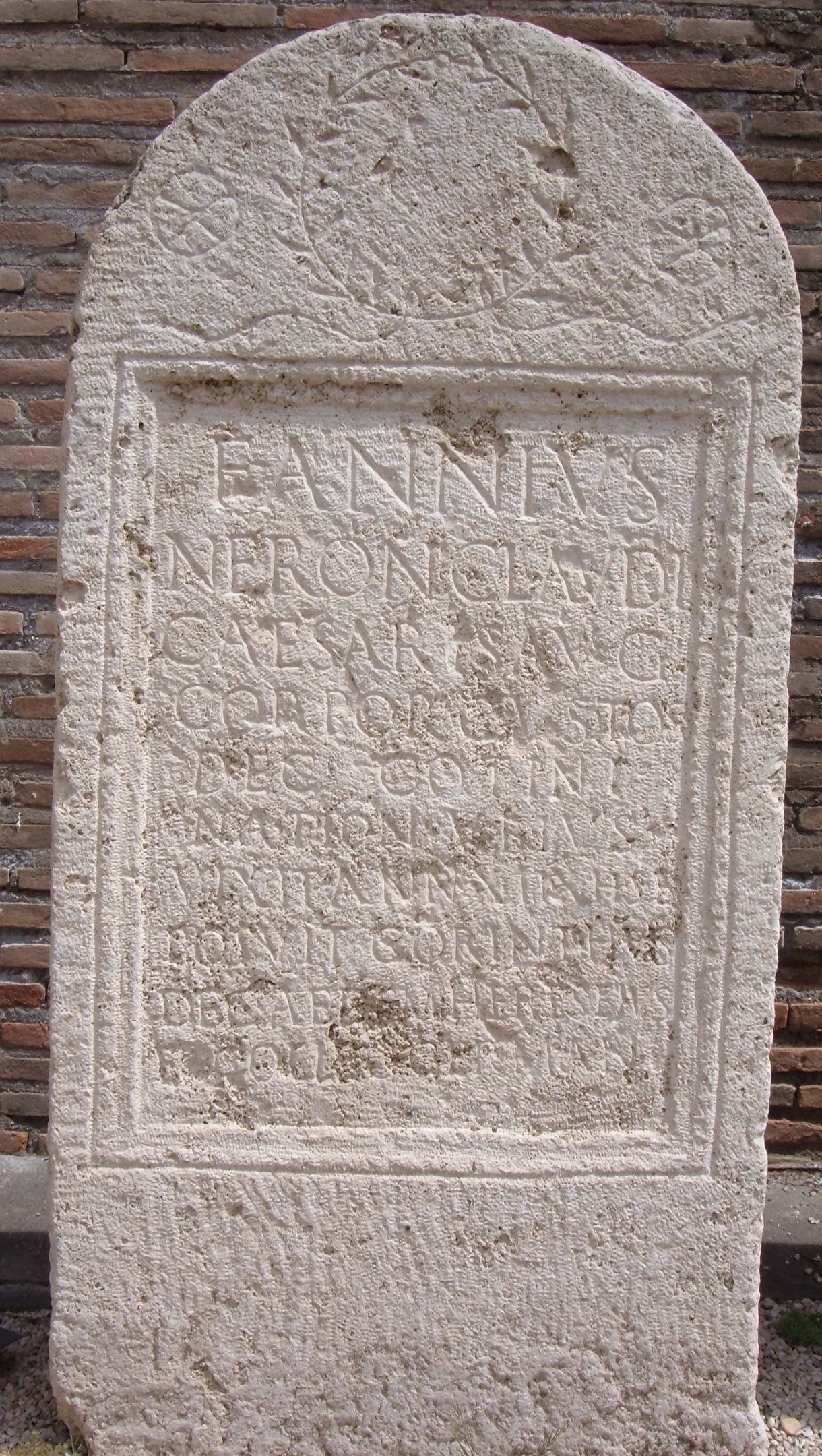
Fannius, ubio, corporis custos, guardaespaldas germano de Nerón, Museo de las Termas de Diocleciano, Roma.

Los ubios (en latín, Ubii) fueron una tribu germánica que se encuentra por vez primera habitando en la orilla derecha del Rin en tiempos de Julio César, quien forjó una alianza con ellos en el año 55 a. C. para lanzar ataques cruzando el río. Fueron trasladados en el 39 a. C. por Marco Vipsanio Agripa a la orilla izquierda, aparentemente a petición propia, pues temían incursiones de sus vecinos los catos.
Una colonia para veteranos romanos se fundó en el año 50 bajo el mecenazgo de la nieta de Agripa, Agripina la Menor, la cual había nacido en Ara Ubiorum, la capital de los ubios. La colonia deriva su nombre de los nombres de Agripina y de su esposo, el emperador Claudio, y recibió el nombre de Colonia Claudia Ara Augusta Agrippinensium, que es el origen del nombre moderno de la ciudad de Colonia (Köln en alemán). Junto con la entrega de tierra a los veteranos, la existente ciudad de Ara Ubiorum fue elevada al estatus de colonia, lo que habría conferido muchos privilegios a sus habitantes. Los ubios estaban también en Bonna (Bonn) de los eburones.
Los ubios permanecieron leales a Roma; fueron decisivos a la hora de aplastar la rebelión de los bátavos en el año 70 y estuvieron entre los foederati que apoyaron a las tropas romanas en Panonia durante las guerras marcomanas en 166-67. Parece que estaban intensamente romanizados, hasta el punto de que adoptaron el nombre de Agrippenses en honor de su "fundadora", y su historia posterior está incluida dentro de la historia de la Galia oriental en su conjunto.

## Interacciones romanas
En el año 55 a. C. Julio César estaba preparándose para la invasión de Britania, cuando varias tribus germánicas, incluyendo entre ellas a los ubios, cruzaron el río Rin. Este movimiento incluyó a los usípetes y a los téncteros que estaban buscando tierras más seguras, para escapar de los suevos. César, preocupado por el hecho de que la guerra podría estallar en la región y tendría que quitar tropas a la invasión que planeaba, marchó hacia el Rin. Se encontraron con embajadores de la tribu germánica y les ofreció tierra con los ubios y una alianza contra los suevos. Sin embargo, César pronto acabó preocupándose por el hecho de que las tribus estaban retrasándose hasta que su caballería pudiera regresar.
Se pueden encontrar considerables restos romanos en la Colonia actual (un antiguo asentamiento al lado opuesto de la posición de los ubios) especialmente cerca de la zona del muelle, donde a finales del año 2007 se hizo el notable descubrimiento de un viejo barco romano de mil novecientos años de antigüedad.